# قطعنامه ۱۰۸۹ شورای امنیت
قطعنامه ۱۰۸۹ شورای امنیت سازمان ملل متحد که در تاریخ ۱۳ دسامبر ۱۹۹۶ تصویب شد، سندی بین‌المللی دربارهٔ بررسی وضعیت در تاجیکستان بر سر امتداد مرز بین تاجیکستان و افغانستان است. این قطعنامه طی نشست ۳۷۲۴ام با ۱۵ رای موافق، ۰ مخالف و ۰ ممتنع تصویب شد. پس از یادآوری همه قطعنامه‌ها در مورد وضعیت تاجیکستان و مرز تاجیکستان و افغانستان، شورای امنیت ماموریت ناظران سازمان ملل متحد در تاجیکستان (UNMOT) را تا ۱۵ مارس ۱۹۹۷ تمدید کرد و به تلاش‌ها برای پایان دادن به جنگ داخلی تاجیکستان پرداخت.
نگرانی در مورد وخامت اوضاع در تاجیکستان وجود داشت و شورای امنیت بر لزوم پایبندی طرف‌های ذینفع به توافقات خود تأکید کرد. این وضعیت تنها از طریق ابزارهای سیاسی بین دولت تاجیکستان و اپوزیسیون متحد تاجیک حل خواهد شد و این مسئولیت اصلی آنها بود. این قطعنامه همچنین بر غیرقابل قبول بودن اقدامات خصمانه در مرز با افغانستان تاکید کرد و از همکاری بین UNMOT، نیروهای حافظ صلح کشورهای مشترک المنافع (CIS)، نیروهای مرزی روسیه و سازمان امنیت و همکاری در اروپا رضایت داشت. 
شورا نقض آتش‌بس به ویژه حمله مخالفان در منطقه غرم را محکوم کرد. از همه طرف‌ها خواسته شد تا به توافق تهران و سایر توافق‌هایی که منعقد کرده‌اند پایبند باشند و آتش‌بس در مذاکرات بین‌تاجیکی ادامه یابد. همچنین حملات تروریستی و سایر خشونت‌هایی که منجر به کشته شدن غیرنظامیان، اعضای نیروهای حافظ صلح کشورهای مستقل مشترک المنافع و مرزبانان روسیه شد را محکوم کرد. 
مأموریت ناظران سازمان ملل متحد در تاجیکستان (UNMOT) تا ۱۵ مارس ۱۹۹۷ تمدید شد، مشروط بر اینکه طرفین توافقنامه تهران تعهد خود را به آشتی ملی نشان دهند. تا ۱۵ ژانویه ۱۹۹۷، از دبیرکل درخواست شد تا در مورد نتیجه مذاکرات به شورا گزارش دهد. همچنین نگرانی در مورد بدتر شدن وضعیت بشردوستانه در تاجیکستان، و نیاز فوری جامعه بین‌المللی به واکنش، از جمله کمک‌های داوطلبانه به قطعنامه ۹۶۸ (۱۹۹۴) وجود داشت.  